# Desmielinización
La desmielinización es un proceso patológico en el cual se daña la capa de mielina de las fibras nerviosas. La pérdida de las vainas de mielina en los axones de las neuronas es el distintivo de las llamadas enfermedades desmielinizantes; esta destrucción puede implicar el mal funcionamiento de órganos o músculos.
Un axion sin míelina indica una posible patología. Ya que cuando la mielina es destruida, la conducción de las señales a lo largo de los nervios se ve seriamente afectada, en consecuencia, los nervios se marchitan con la pérdida de velocidad de conducción del impulso y de respuesta, que puede ser parcial o total, pérdida de las propiedades de conducción, consumo energético poco eficiente y desorganización del sistema nervioso.

## Causas de la desmielinización

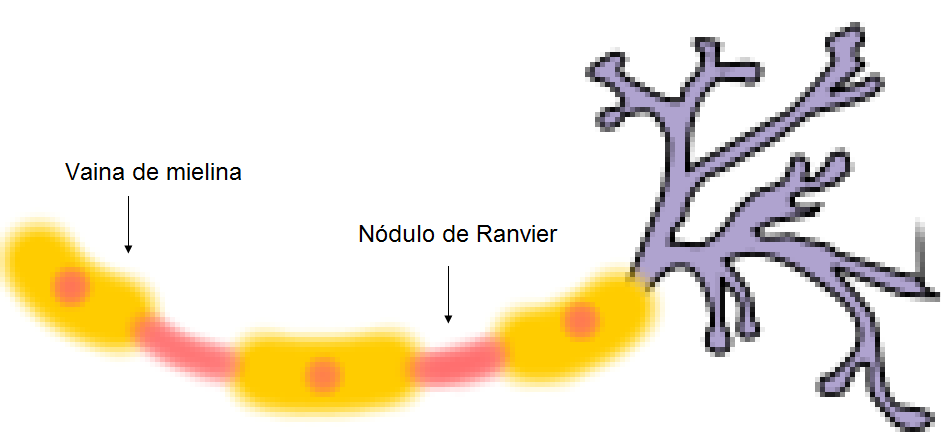
Neurona mielinizada

La desmielinización puede ser causada por una gran variedad de desórdenes infecciosos, genéticos y metabólicos. A pesar de tener causas diferentes, la desmielinización se presenta de forma similar en su desarrollo patológico, dificultando el diagnóstico médico oportuno de la enfermedad.

### Infecciosas
La pérdida de mielina puede estar asociada a infecciones debido a respuestas del sistema inmunitario, que las considera como sustancias ajenas al organismo. Un ejemplo es el caso de la Encefalomielitis Aguda Diseminada (EAD), que normalmente comienza entre una y cuatro semanas después de una vacunación o por sangre o de una infección sistemática, o el caso de la Encefalomielitis aguda hemorrágica (de W. Hurst), que sucede después de una infección respiratoria.

### Genéticas
La causa puede ser genética si se ven alterados los genes que codifican proteínas de la mielina impidiendo su normal producción, como en el caso de las leucodistrofias o en la enfermedad de Pelizaeus-Merzbacher.

### Metabólicas
Otra posibilidad es la afectación de moléculas implicadas en el metabolismo tales como las enzimas. Un ejemplo es la Leucodistrofia Metacromática en la que pueden verse afectadas hasta tres enzimas (la Arilsulfatasa A, múltiples sulfatasas y el activador sulfátido o saponina).

## Composición de la mielina

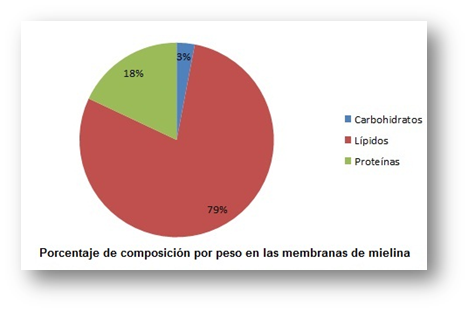
Porcentaje de composición por peso en las membranas con mielina

La mielina es particularmente rica en fosfolípidos. La organización molecular de la mielina ha sido estudiada mediante microscopía electrónica. Estos estudios revelan que las capas alternantes de lípidos mixtos y proteínas corresponden a capas densas que rodean el axón formando un espiral. Estas capas están formadas por unas células especiales, llamadas células gliales. Dependiendo de si la mielina es sintetizada en los axones del sistema nervioso periférico o del sistema nervioso central, la célula glial que lo forme será una célula de Schwann o un oligodendrocito respectivamente.
Las membranas de mielina son ricas en esfingolípidos y tienen gran cantidad de glucoesfingolípidos.

## Aspectos biológicos
Las células mielinizadas tienen una mayor velocidad de transmisión y una conducción más eficiente respecto a las no mielinizadas. Por lo tanto, los axones pueden ser más finos en los organismos que presentan células mielinizadas. La fineza de los axones permite que el sistema nervioso pueda organizarse adecuadamente ocupando el menor espacio posible. En consecuencia, se estima que gracias a la mielinización el cerebro humano es diez veces más pequeño de lo que sería sin mielina en sus fibras nerviosas y que además el gasto metabólico que implica su funcionamiento es también diez veces menor.

## Aspectos bioquímicos

### Lípidos de la mielina
La mielina es una estructura fuertemente empaquetada debido a las interacciones hidrófobas entre los lípidos y las proteínas. 
Los cerebrósidos constituyen aproximadamente el 16% de los lípidos totales de la mielina, siendo el galactosilcerebrósido el más abundante. Este está compuesto por un único azúcar unido al grupo hidroxilo de la esfingosina. El alto contenido de colesterol de la membrana también contribuye al fuerte empaquetamiento. Los ácidos grasos sintetizados por el cerebro no tienen carga en sus cadenas laterales, lo que hace posible que la mielina sea muy compacta. La esfingomielina, por su parte, se encuentra en una proporción baja.

### Proteínas estructurales de la mielina
Las capas de mielina se mantienen unidas por interacciones entre proteínas con lípidos y entre proteínas entre sí. Cualquier interrupción de estas interacciones puede conducir a la desmielinización de la membrana.
Las proteínas principales son diferentes según si hablamos del Sistema Nervioso Central o del Sistema Nervioso Periférico:
Las proteínas principales del Sistema nervioso Central son dos. Estas constituyen entre el 60 % y el 80 % de todas las proteínas: una es la proteína proteolípido (PLP), y la otra es la proteína básica de la mielina (MBP). La PLP es hidrófoba y relativamente resistente a la proteólisis. Se cree que la PLP tiene la función de promover la formación y estabilización de la estructura de múltiples capas de la mielina. A diferencia de las PLP, las MBP (son un conjunto de proteínas) se pueden extraer fácilmente de la membrana y son solubles en disolución acuosa. Estas se encuentran en la cara citoplasmática de las membranas de mielina.
En el Sistema nervioso periférico la principal proteína de la mielina es el Po. Esta es una glucoproteína que representa más del 50 % del contenido proteico de la mielina del SNP. El Po parece tener la función de mantener la estructura de la mielina.

## Aspectos biofísicos
La importancia física de la mielina radica en que funciona como aislante eléctrico. Esta característica permite ahorrar energía a la célula ya que la excitación activa solo se produce en los nódulos de Ranvier; y también permite aumentar la velocidad de transmisión de la señal, ya que el potencial de acción se propaga saltando de un nódulo de Ranvier a otro (conducción saltatoria).

### Transmisión de un estímulo a través de una neurona
Cuando una célula no excitable recibe una despolarización, esta se atenúa al cabo de un tiempo. En cambio, si esta despolarización se da en una célula excitable como una neurona, no se produce atenuación, sino que se propaga gracias a un pulso de potencial de membrana que se dispara. A pesar de esto, si el estímulo no supera un determinado umbral, no se disparará el pulso, y cuando lo supere, se disparará. Todos los estímulos que superen el umbral generan un pulso de la misma intensidad. Así pues, distinguimos estímulos de más o menos intensidad a partir de la frecuencia de los impulsos nerviosos (un estímulo más intenso generará impulsos nerviosos con más frecuencia que otro que no lo sea tanto).
La diferencia de potencial que se mantiene gracias a la actividad de las bombas iónicas entre la cara interna y externa de la membrana plasmática es la base para entender cómo se propagan los impulsos nerviosos. La cara interna se encuentra cargada negativamente, pero cuando llega una despolarización se produce una inversión de la polaridad de la membrana, y la parte interna se carga positivamente.
Esta despolarización es posible gracias a los canales iónicos operados por voltaje. Primeramente actúa el canal sódico: con la llegada de la despolarización, una proteína con una región hélice α cargada positivamente que obturaba el canal se ve atraída por la cara externa de la membrana, ahora cargada negativamente a causa de la inversión de la polaridad. El desplazamiento de la proteína permite dejar libre el canal sódico, de forma que se produce un influjo de iones de sodio hacia el interior de la célula. El aumento de permeabilidad del sodio implica que la membrana pase a tener un potencial muy próximo al potencial de Nernst del sodio, de valores positivos.
El canal solo está abierto durante un periodo de tiempo muy corto (del orden de los milisegundos), y pasado este tiempo ya no deja pasar más iones. En este momento el canal permanecerá inactivo durante otro periodo breve, el periodo refractario, durante el cual el canal no se podrá abrir ni cerrar. De esta forma se evita que el impulso retroceda. 
El aumento de permeabilidad del potasio a través de la membrana se da justo cuando decae la permeabilidad del sodio. Este aumento provoca que la membrana adopte un potencial muy cercano al potencial de Nernst del potasio, de -90mV, lo cual justifica la hiperpolarización de la membrana. Finalmente la permeabilidad del potasio también decae y la membrana se repolariza. 
{\displaystyle {\underset {\color {red}{\text{Reposo}}}{V_{m}\cong -70mV}}\rightarrow {\underset {\color {red}{\text{Despolarizació}}}{V_{m}\cong V_{Na^{+}}^{N}\cong +45mV}}\rightarrow {\underset {\color {red}{\text{Hiperpolarizazión}}}{V_{m}\cong V_{K^{+}}^{N}\cong -90mV}}\rightarrow {\underset {\color {red}{\text{Repolarización}}}{V_{m}\cong -70mV}}}

### Beneficios de la mielina
La constante de longitud (λ) es la distancia a la cual se ha producido una atenuación del 63% de la diferencia de potencial. Hay varios factores que la condicionan y quedan resumidos en la siguiente fórmula matemática:
{\displaystyle \lambda ={\sqrt {\frac {R_{m}\cdot r}{2\rho _{a}}}}}
Comparación de parámetros entre axón mielinizado y no mielinizado:
|                                                  | Parámetros del axón | Parámetros del axón |
| ------------------------------------------------ | ------------------- | ------------------- |
|                                                  | Desmilienizado      | Mielinizado         |
| Resistividad del axoplasma (pa)                  | 2 Ω m               | 2 Ω m               |
| Capacidad por unidad de área de membrana, (Cm)   | 10-2 Fm-2           | 5×10-6 Fm-2         |
| Resistencia por unidad de área de membrana, (Rm) | 0.2 Ω m2            | 40 Ω m2             |
| Radio (r)                                        | 5×10-6 m            | 5×10-6 m            |
| Constante de longitud, (λ)                       | 0.5 mm              | 7 mm                |
El axoplasma presenta una resistencia (ρa) que interfiere negativamente en la propagación de los impulsos nerviosos. A más resistencia, el valor de λ será más 
pequeño, es decir, que a más resistencia la señal se atenúa antes. En cambio, tanto si aumenta el radio del axón (r) como si lo hace la resistencia a través de la membrana (Rm), λ aumentará también. 
La mielina tiene un papel muy importante en impedir que se produzca la atenuación de la señal ya que aumenta el valor de la resistencia a través de la membrana (Rm) unas 200 veces. 
Así pues, gracias a la mielina, la constante de longitud (λ) aumentará de valor.

### Ausencia de mielina
En las células desmielinizadas la resistencia de la membrana es mucho menor, de modo que la λ es menor. En el cuadro se ve el valor de λ para una célula mielinizada y desmielinizada, y se ve cómo es 14 veces mayor en una célula mielinizada. El valor de λ para una célula desmielinizada es de 0,5 mm, lo cual significa que a esta distancia la señal ha perdido aproximadamente dos terceras partes de intensidad. A unos 2 mm, una longitud pequeña teniendo en cuenta que algunas señales llegan a recorrer toda la espina dorsal, estas ya se han desvanecido prácticamente (solo llega una tercera parte de una tercera parte de una tercera de una tercera parte, es decir, una parte de 27, lo cual equivale a apenas un 4 %).
Otro problema que surge es una disminución de la velocidad de propagación de la señal. 
Un tercer problema que surge al producirse una desmielinización es un aumento del uso de energía. Esto se debe a que la mielina, gracias a su capacidad aislante, bloquea los canales iónicos regulados por voltaje e impide que funcionen y que gasten energía. Si la mielina no los recubre, estos se activarán y consumirán parte de la energía que produzca la célula.

### Estrategias para compensar la falta de mielina
Algunos animales, como los calamares, poseen unos axones desmielienizados. Para mantener una constante de longitud alta (λ) y evitar la disipación del impulso nervioso disponen de unos axones muy gruesos. Mirando la fórmula de λ se aprecia como al aumentar el radio del axón, λ aumenta también. 

## Enfermedades desmielinizantes
La composición de la mielina es diferente para el sistema nervioso central y para el periférico. Así pues, aunque existen procesos inflamatorios o errores congénitos (de nacimiento) que pueden afectar a la mielina del SNC y del SNP, también hay enfermedades que solo afectan a una de estas.

### Síntomas generales de la desmielinización
Los criterios patológicos más aceptados respecto a enfermedades desmielinizantes son:
- Destrucción de las capas de mielina de las fibras nerviosas, con indemnidad relativa de otros elementos del tejido nervioso.
- Infiltración por parte de células de inflamación en una distribución alrededor de los vasos y particularmente al lado de venas.
- Distribución predominante de las lesiones en la sustancia blanca.[10]

### Algunas enfermedades
- Esclerosis múltiple: Es una enfermedad crónica del SNC que consiste en la aparición continua de focos de inflamación autolimitados en zonas de la sustancia blanca (parte del SNC cubierta de mielina) que pueden dejar como secuela la desmielinización definitiva de esa zona.

La EM es una de las enfermedades neurológicas más estudiadas desde el punto de vista epidemiológico, lo que ha permitido averiguar que se trata de la enfermedad neurológica crónica más frecuente en adultos jóvenes en Europa y en Estados Unidos.
Esta enfermedad se produce cuando el sistema inmune de una persona ataca sus propias fibras nerviosas mielinizadas, destruyendo sus propiedades de conducción. Si los nervios dañados inervan músculos, el movimiento se verá perjudicado.
- Leucodistrofia: Son un conjunto de enfermedades genéticas del metabolismo de la mielina (también se les conoce como enfermedades desmielinizantes).[11]

- Enfermedad de Pelizaeus-Merzbacher: Esta enfermedad se debe a mutaciones en el gen de la proteína proteolipídica (PLP) en el cromosoma X. El gen afectado es el encargado de codificar dos proteínas de la mielina del SNC: la proteína proteolipídica y su isoforma DM20.